# Institut polytechnique Rensselaer

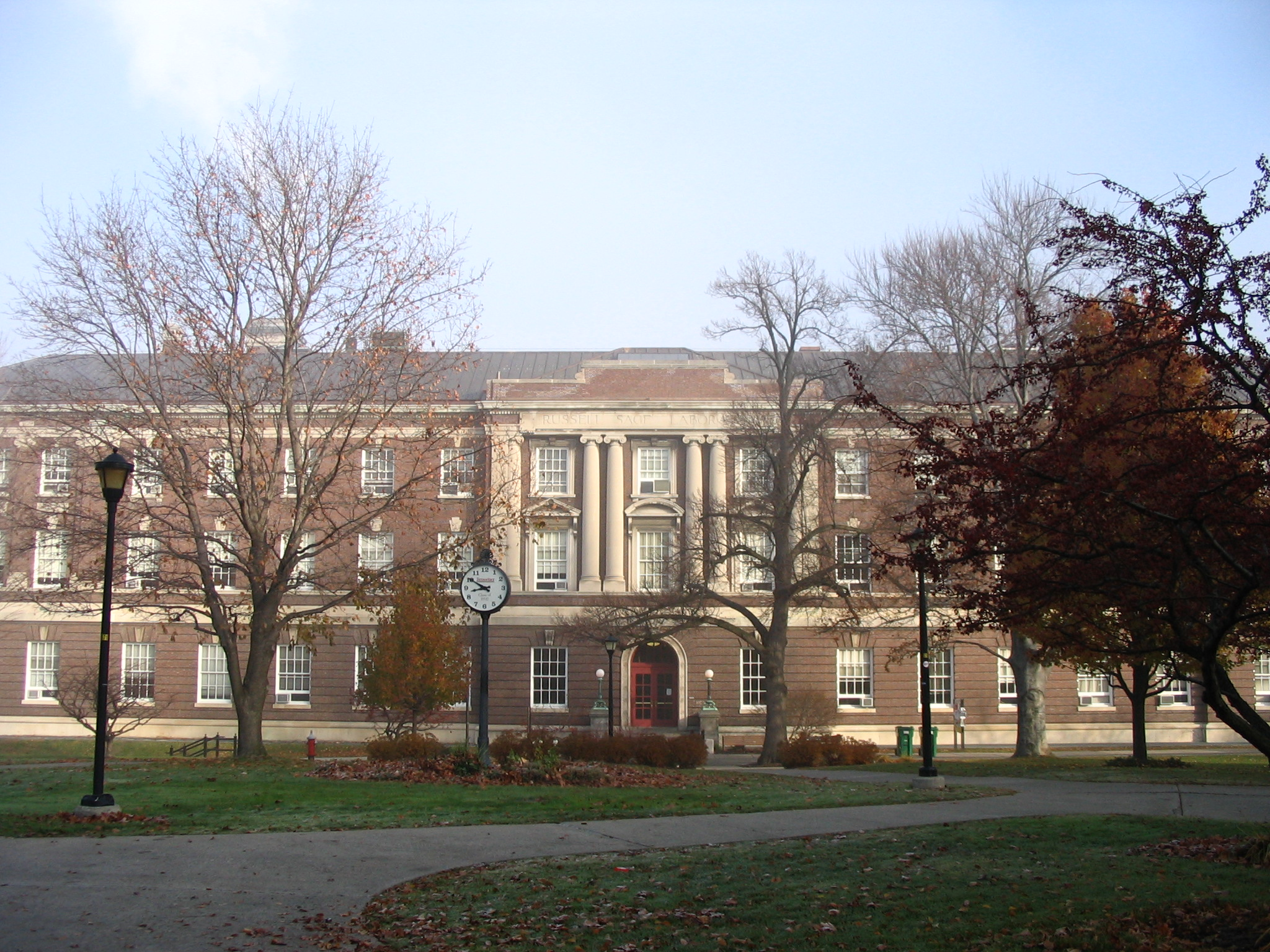
Le laboratoire Russell Sage

Pour les articles homonymes, voir École polytechnique.
L'Institut polytechnique Rensselaer (en anglais : Rensselaer Polytechnic Institute ou RPI) est une institution de recherche et une université américaine, spécialisée dans les domaines de la science et de la technologie. Elle est située à Troy, dans l'État de New York, à proximité immédiate d'Albany. Elle a été fondée en 1824 par Stephen Van Rensselaer. Elle est l’université technique la plus ancienne du pays.

## Web 2.0
L'institut accompagne notamment l'administration Obama dans sa volonté d'ouvrir ses données publiques en licence libre via le projet Open Gov tout en développant une logique participative et collaborative de Web sémantique (aux États-Unis, en 2010, outre le gouvernement et ses agences, 22 États et 9 grandes villes dont New York ou San Francisco ont une stratégie Open-Data depuis plusieurs années.  ont commencé ou continué à ouvrir leurs données publiques, ce qui a dopé l'usage de ces données (236 nouvelles applications gratuites ou commerciales générées à partir des données offertes par le site gouvernemental Data.gov). 305 808 ensembles de données étaient disponibles fin 2010 sur le site Data.gov,

## Diplômés célèbres
- Washington Roebling, concepteur du pont de Brooklyn ;
- George Washington Gale Ferris Jr., inventeur de la grande roue de l'Exposition Internationale de Chicago (1893) ;
- Leffert L. Buck, ingénieur du pont Williamsburg à New York.
- Allen B. DuMont, créateur de la première télévision commerciale et pionnier du radar;
- Keith D. Millis, inventeur de la fonte ductile ;
- Ted Hoff, inventeur du microprocesseur;
- Raymond Tomlinson, souvent crédité de l'invention de l'e-mail;
- Steven Sasson inventeur de l'appareil photo digital ;
- Curtis Priem, inventeur du premier processeur graphique pour PC et cofondateur de Nvidia ;
- Matthew Hunter inventeur du procédé de raffinage du titane (1910) ;
- George Soper (1870-1948), ingénieur sanitaire américain.
- Richard Fork (1935-2018), physicien américain.